# Irwinton
Irwinton är administrativ huvudort i Wilkinson County i Georgia. Orten fick sitt nuvarande namn efter Jared Irwin. Det ursprungliga namnet var Bethel och innan namnbytet till Irwinton hette orten High Hill Fraction. Irwinton hade 589 invånare enligt 2010 års folkräkning.